# Biblioteca nazionale d'Algeria
La Biblioteca nazionale d'Algeria (in arabo : المكتبة الوطنية الجزائرية‎), o Bibliothèque Nationale d'Algérie, è la più grande e più antica biblioteca pubblica d'Algeria.

## Storia
La prima raccolta libraria viene organizzata nel 1832, con la nascita della Bibliothèque-Musée d'Algerie, per volere dell'intendente Pierre Genty de Bussy. Dal 1835, la Biblioteca è animata dal giovane Louis-Adrien Berbrugger, storico e ricercatore francese diplomato presso l'école de Chartres; grazie all'interesse di Berbrugger, l'istituto acquisisce più di duemila manoscritti arabi rinvenuti durante una fruttuosa spedizione archeologica a Costantina. Nel 1838, per l'implementazione delle raccolte librarie, la Biblioteca ed il Museo vengono trasferiti presso la Caserma dei Giannizzeri di Algeri.
Nel 1848, la biblioteca si trasferisce nuovamente in un particolare palazzo in stile moresco, però inadatto alle funzioni di conservazione e ai servizi di reference. Un altro trasloco avviene nel 1863, quando le collezioni della Biblioteca Nazionale vengono trasferite presso la ex residenza del Dey di Algeria Mustapha Pasha, situata nel cuore della qasba. Anche questo edificio non soddisfa le esigenze di una moderna biblioteca del tempo, così nel 1949 venne decisa la costruzione di un edificio moderno. Il progetto sarà adottato e attuato nel 1954 e quattro anni più tardi, il 12 maggio 1958, la Biblioteca Nazionale d'Algeria si trasferisce nel nuovo palazzo progettato secondo i canoni scientifici, combinando funzionalità e modernità; la costruzione è situata sulla collina di Tagarins in boulevard Frantz Fanon, con la spettacolare vista sulla baia di Algeri.
Con l'avvento delle moderne tecnologie, si fa strada l'idea di realizzare un nuovo edificio adatto alle nuove esigenze. Così, agli inizi degli anni '80, è stato avviato il progetto di costruzione di una nuova biblioteca, avviato ufficialmente nel 1986. Il primo novembre 1994, la nuova Biblioteca Nazionale d'Algeria viene inaugurata alla presenza delle autorità.

## Compiti ed organizzazione
La Biblioteca è situata nel centro di Algeri in boulevard Belouizdad (ex Belcourt) sul lato sud, sotto la collina di Anassers. L'edificio è composto di 13 piani, di cui 6 riservati per la conservazione di oltre 10 milioni di unità su una lunghezza di 170 km lineari di scaffalatura. La sala studio e gli ambienti destinati al pubblico possono ospitare più di 2500 fruitori.
L'istituto si occupa principalmente della divulgazione della pubblica lettura, della diffusione del libro e della promozione delle tecnologie di ricerca online.

## Libri antichi e rari
Si conservano migliaia di manoscritti arabi per lo più risalenti ai secoli XII-XVIII, provenienti da collezioni private o frutto di acquisti e donazioni; degni di nota sono un esemplare manoscritto di raccolte morali "Al-Muwatta" appartenuto al califfo Abu Yusuf Ya'qub Movahedi e databile al 1194 ed un Corano risalente al 1607, vergato in minuscola ottagonale dal persiano Imad Ben Ibrahim. Numerosi sono i libri a stampa relativi ai secoli XVII-XIX, in larga parte stampati in Francia. L'istituto conserva inoltre una dettagliata documentazione inerente alla guerra di Liberazione Nazionale.

## Fonti
Robert WEDGEWORTH, World Encyclopedia of Library and Information Services, American Library Association, Chicago 1993, p. 45
- (AR) Sito ufficiale, su biblionat.dz. URL consultato il 4 dicembre 2007 (archiviato dall'url originale il 4 dicembre 2007).
- (FR) Louis-Adrien Berbrugger e la Biblioteca Nazionale d'Algeria, su memoireafriquedunord.net.